# Robie House
Robie House ili Kuća Robie je kuća koju je projektirao američki arhitekt Frank Lloyd Wright 1908. godine u Hyde Parku, Chicago (danas u području Sveučilišta u Chicagu). Izgrađena od 1909. – 1910., Robie House je horizontalno raščlanjena, s ravnom, širokom strehom i centralno smještenim kaminima, te je jedan od najljepših primjera njegovog ranog dizajna, poznatog kao „prerijske kuće”.
Robie House je jedna od osam Wrightovih građevina koje je 2019. UNESCO upisao na popis mjesta svjetske baštine u Americi pod nazivom Arhitektura 20. st. Franka Lloyda Wrighta.

## Povijest
Građena od 1909. – 1910. god po želji Federick C. Robiea, bila je u njegovom posjedu samo 14 mjeseci po završetku. Gradska uprava je par puta pokušala da sruši kuću, ali peticije koje je Wright pisao su to spriječile. Naposljetku ju je otkupio Wrightov prijatelj William Zeckendorf 1958. god., koji ju je poklonio Sveučilištu u Chicagu 1963. god. Kuća je zaštićena kao povijesni spomenik kulture 1963., a 1991. god. Američka arhitektonska asocijacija je priznala kuću kao jednu od najvažnijih građevina u arhitekturi 20. stoljeća. 
Od 2002. do 2019. god. Frank Lloyd Wright Preservation Trust je obnovio kuću u njezin izvorni izgled iz 1910. god., što je koštalo preko 11 milijuna $.

## Arhitektura
Kuća je niska i duga. Krovovi su toliko niski da izgledaju kao ploče. Umjesto odjeljenih soba i tradicionalnih „kutijastih” oblika, niski nadvišeni krovovi štite unutarnje prostore koji se otvaraju prema van na prozore i terase, da bi se stopili s okolnim krajolikom. Horizontalno je raščlanjena, s ravnom, širokom strehom i centralno smještenim kaminima. Niski, široki dimnjak još više naglašava horizontalnost kuće. Kuća ima prostrano dvorište koje je ograničeno niskim zidinama. Prostrane, ravne terase stvaraju prelazni prostor između vanjskog i unutarnjeg prostora. Stropovi su niski kako bi ljudi u kući bili primorani da gledaju kroz prozor. Interijer kuće i raspored soba je u skladu s otvorenim planom koji je Frank Lloyd Wright koristio. Kuća se sastoji od 2 kata. Na prvom katu se nalazi dnevni boravak, blagovaonica, kuhinja i soba za poslugu. Dnevni boravak i blagovaonicu razdvaja veliki kamin u sredini. Na drugom katu je soba za biljar i spavaće sobe.

## Vanjske poveznice
|  | Zajednički poslužitelj ima još gradiva o temi Robie House |

- Službene stranice (engl.)
- Robie House, panoramske fotografije visoke rezolucije (engl.)
- [Drawings, photos and data pages in the Library of Congress Historic American Buildings Survey Izvorni crteži i fotografije u Kongresnoj knjižnici] (engl.)